# Reinhard von Koenig-Fachsenfeld

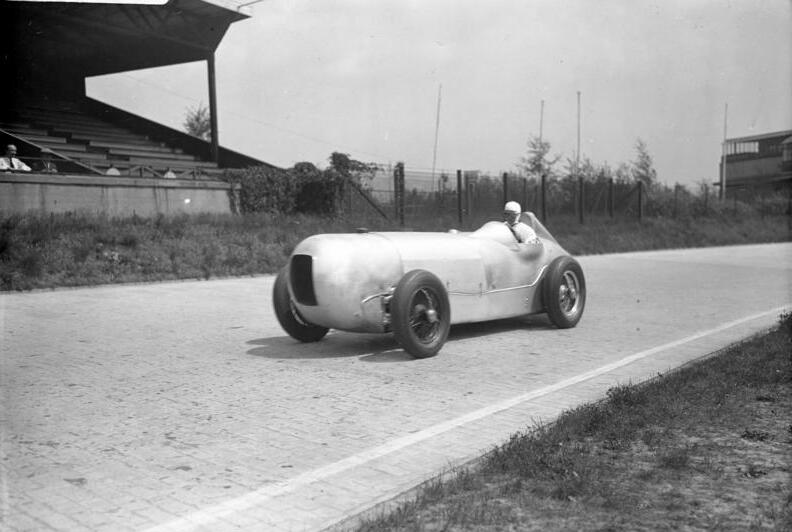
Manfred von Brauchitsch 1932 im Mercedes SSKL Stromlinienrennwagen auf der Berliner AVUS

 Reinhard Freiherr von Koenig-Fachsenfeld (* 19. März 1899 in Stuttgart; † 9. März 1992) war ein deutscher Ingenieur, Erfinder, Automobil- und Motorradrennfahrer.

## Leben
Freiherr Reinhard Koenig-Fachsenfeld wurde als Sohn von Freiherr Franz Koenig-Fachsenfeld 1899 in Stuttgart geboren. Er besuchte das Gymnasium in Stuttgart und studierte anschließend an der TH Stuttgart. Als Rennfahrer gewann er Motorrad- und Autorennen. 1924 wurde der Stuttgarter auf Cotton in der 250-cm³-Klasse erster Deutscher Motorrad-Straßenmeister der Geschichte. Im Jahr 1925 gewann das Solitude-Rennen und brach Geschwindigkeitsrekorde. Dadurch motiviert, beschäftigte er sich intensiv mit der Fahrzeugaerodynamik. In den späten 1920er Jahren übernahm er die deutsche Repräsentanz von Paul Jaray, der 1922 die ersten, grundlegenden Patente zur Fahrzeugaerodynamik angemeldet hatte. Anfang der 1930er Jahre wandte er sich von Jaray ab und begann in Verbindung mit dem Forschungsinstitut für Kraftfahrwesen und Fahrzeugmotoren Stuttgart mit eigenen Untersuchungen zur Fahrzeugaerodynamik. Im Rahmen dieser Arbeiten entwarf er eine ganze Reihe von Renn- und Rekord- und Versuchsfahrzeugen. Darüber hinaus entwarf er Stromlinienkarosserien für Limousinen, die auf Chassis renommierter Hersteller aufgesetzt wurden. 
Sein größter Erfolg war der von ihm strömungsgünstig gestaltete Mercedes SSKL, der beim bekannten Karosseriebauer Vetter in Cannstatt realisiert wurde. Mit diesem für die damalige Zeit ungewöhnlichen, vom Publikum als „Gurke“ und in einer damaligen Rundfunkreportage als „silberner Pfeil“ bezeichneten Fahrzeug gewann Manfred von Brauchitsch beim Internationalen Avus-Rennen in Berlin am 22. Mai 1932 vor Rudolf Caracciola auf Alfa Romeo.
Unter seiner Federführung entstand auf Basis eines Maybach SW 38 ein Stromlinienwagen, der vom Reifenhersteller Fulda bei der etablierten Karosserieschmiede Dörr & Schreck in Frankfurt in Auftrag gegeben wurde. Dieser Wagen mit Sport-Karosserie wurde für Reifenversuche bei Fulda eingesetzt und erreichte dank der windschlüpfigen Karosserie schon damals eine Höchstgeschwindigkeit von 200 km/h. Der Wagen ist seit dem Krieg verschollen.
Durch seine Forschungen war er Inhaber zahlreicher Patente.
Als letzter Nachkomme seiner Linie gründete Reinhard von Koenig-Fachsenfeld 1982 die Stiftung Schloss Fachsenfeld zum Erhalt des gleichnamigen Schlosses und zugehörigen Parks sowie zur Förderung der Kultur. Auf Schloss Fachsenfeld gibt eine Dauerausstellung einen Einblick in seine grundlegenden Arbeiten auf dem Sektor der Fahrzeugaerodynamik.
Im heutigen Aalener Stadtbezirk Fachsenfeld wurden die Grundschule und eine Straße nach Reinhard von Koenig benannt.

## Veröffentlichungen
- Aerodynamik des Kraftfahrzeugs. Umschau Verlag, Frankfurt am Main 1951.